# أندريه غييم
أندريه غييم (1 أكتوبر 1958 -)، عالم فيزياء هولندي من أصول روسية. حصل على جائزة نوبل في الفيزياء عام 2010 مناصفة مع كونستانتين نوفوسيلوف وكلاهما من جامعة مانشستر وذلك لتجاربهما الرائدة في مادة غرافين وهي شكل جديد من الكربون يعادل سمكه ذرة واحدة , وهي أدق وأقوى مادة عرفت حتى الآن. وقالت اللجنة عن الجرافين :(بما أن الجرافين من الناحية العملية شفاف وموصل جيد فإنه ملاءم لإنتاج شاشات شفافة تعمل باللمس ولوحات ضوئية وربما أيضا خلايا شمسية).

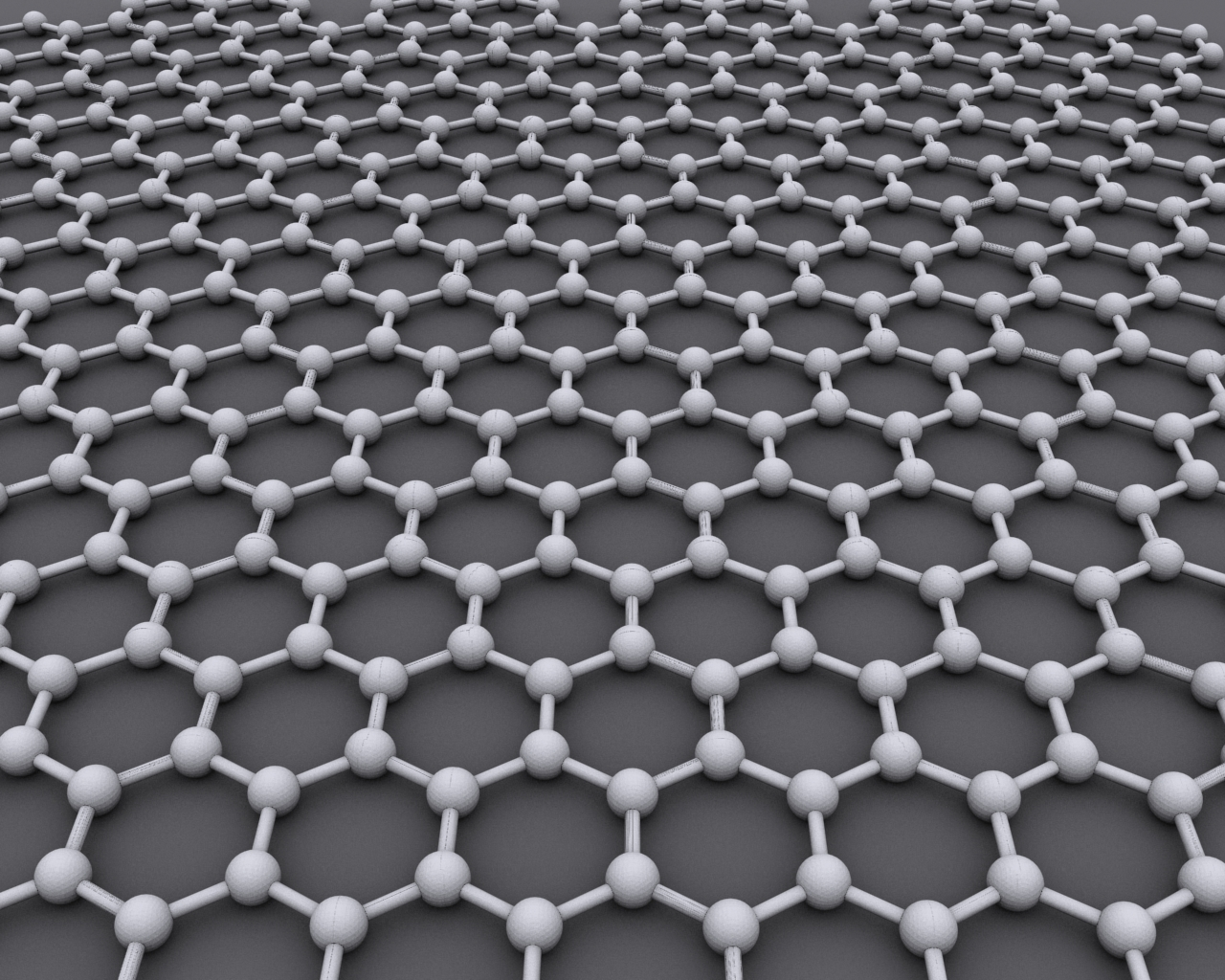
الجرافين عبارة عن شبكة قرص العسل على نطاق ذري مصنوعة من ذرات الكربون.

أندريه غييم هو الوحيد اليوم، الذي تحصل على جائزة نوبل في الفيزياء في 2010، وكذلك على جائزة إيج نوبل في 2000، وهذه الأخيرة هي جائزة تمنح كل عام للأبحاث العلمية عديمة المضمون والفارغة من أدنى فائدة تُرجى وللإنجازات غير المحتملة التي يجب منعها؛ والتي لا يجب تكرارها أبدًا؛ لعدم جديتها ولعدم جدواها.

## روابط خارجية
- أندريه غييم على موقع الموسوعة البريطانية (الإنجليزية)
- أندريه غييم على موقع مونزينجر (الألمانية)
- أندريه غييم على موقع إن إن دي بي (الإنجليزية)